# アレクサンドリーネ・フォン・バーデン
アレクサンドリーネ・ルイーゼ・フォン・バーデン （ドイツ語: Alexandrine Luise von Baden, 1820年12月6日 - 1904年12月20日）は、ザクセン＝コーブルク＝ゴータ公エルンスト2世の妃。

## 生涯
バーデン大公レオポルト1世とその妃であるスウェーデン王女ソフィアの第1子として、カールスルーエで誕生。弟にバーデン大公ルートヴィヒ2世、フリードリヒ1世、妹にロシア大公妃となったツェツィーリエ（ロシア語名：オリガ・フョードロヴナ）らがいる。
1842年5月3日、エルンストと結婚。夫との間には子供は生まれず、夫の甥にあたるエディンバラ公アルフレッド（夫の弟であるイギリス王配アルバートとイギリス女王ヴィクトリアの次男）が公位を継承した。
コーブルク市内にあるギムナジウム、ギムナジウム・アレクサンドリヌムは彼女にちなんで名付けられた。
1904年、コーブルクにあるカレンベルク城で死去。